# Takamaka
Takamaka é um distrito de Seicheles localizada na região sul da Ilha de Mahé com  14.23 km² de área.
Para 2021 a população foi estimada em 2,896 habitantes com uma densidade de 203.6/km², já de acordo com o censo de 2010 a população é de 2,825 habitantes com 1,405 sendo homens e 1,420 mulheres.

## Clima
Takamaka é uma das regiões mais frias das ilhas Seicheles, com uma temperatura média máxima diária de que varia entre 30 graus. 
A alta umidade e as altas temperaturas tornam o clima ocasionalmente agradável, mas também úmido nos trópicos.  A maioria das chuvas ocorrem entre os meses de dezembro a janeiro.